# Erik Bjurberg
Erik Bjurberg (n. 1 iunie 1895, Solna⁠(d), comitatul Stockholm, Suedia – d. 22 iunie 1976) a fost un ciclist suedez, medaliat olimpic. A participat la o ediție a Jocurilor Olimpice (1924) în care a câștigat o medalie de bronz.

## Participări
Lista de mai jos prezintă principalele competiții la care a participat Erik Bjurberg de-a lungul carierei.
- cyclisme aux Jeux olympiques d'été de 1924 – course sur route par équipe hommes[*]